# Италијанска оклопњача Ре Умберто
Ре Умберто (итал. Re Umberto, краљ Умберто) је била италијанска оклопњача класе Ре Умберто. Поринута је у луци Кастеламаре ди Стабија 1888. године.
Учествује у италијанско-турском рату где врши подршку снагама при искрцавању код Триполија и осталим деловима Либије.